# Litoral Poeta de las Artes
El Litoral Poeta de Las Artes es el nombre que recibe un área de la costa de Chile central por su relación con destacadas figuras de las letras y la creación artística. Distante a una hora de la capital, Santiago (Región Metropolitana), el territorio forma parte administrativamente a la Región de Valparaíso. Por su belleza paisajística y sus naturales condiciones de balneario, muchas localidades del sector fueron escogidas como punto de descanso, primero, y de residencia permanente, luego, por creadores como los poetas Vicente Huidobro, Pablo Neruda y Nicanor Parra, la hermana de este, la folclorista y artista textil Violeta Parra, además de los músicos Enrique Soro y Alfonso Leng y los pintores Alberto Valenzuela Llanos y Camilo Mori.

## Descripción
Los poetas primero se avecindaron en esta zona y después diversos artistas, creando con ello un vínculo estrecho entre esta tierra y su creatividad, proyectando un imaginario simbólico que nos hace conocidos en todo el planeta, donde los une la admiración por la potencia telúrica del paisaje y sus misterios. Lugares como Santo Domingo, El Quisco, Isla Negra, Las Cruces, El Tabo y Cartagena han sido un centro de actividad cultural. 
Solo en El Quisco se han reunido autores como el Premio Nobel de Literatura Pablo Neruda, quien compuso su famosa Oda al Caldillo de Congrio en el Restaurante Chez Camilo de la localidad; la folclorista Violeta Parra, la escritora, poeta y compositora Clara Solovera, (1909-1992), el Premio Nacional de Periodismo por parte doble Luis Hernández Parker, el dibujante chileno René Ríos Boettiger, Pepo, creador de Condorito, José Perotti Premio Nacional de Arte o el pintor Camilo Mori quien diseñó el escudo oficial de la I. Municipalidad de El Quisco.
En Isla Negra, localidad de la comuna de El Quisco, dos de los grandes de las artes chilenas, Pablo Neruda y Violeta Parra, pasaron largas temporadas. La artista chilena Violeta Parra realizaba talleres de artesanía y folclore en Isla Negra. Trabajó en cerámicas, pinturas al óleo y arpilleras.
Isla Negra fue bautizado con este nombre por Pablo Neruda, al ver una roca negra en el mar, cerca de su casa. Al preguntarle como se llamaría, respondió "Isla Negra, por ese roquerío". 

“El mar me pareció mas limpio que la tierra por eso me vine a vivir en la costa de mi patria entre las grandes espumas de Isla Negra”.
Pablo Neruda

Aquí también se encuentra la Casa de Isla Negra de Pablo Neruda, donde actualmente está su mausoleo, en el que descansa junto a su esposa Matilde Urrutia. Cuando vuelve, en uno de sus tantos retornos al país, el año 1937, el poeta buscó un lugar idóneo para escribir su afamado libro Canto General. Neruda le compra el sitio de Isla Negra a un antiguo navegante español que recaló en la zona tras el hundimiento de su buque en Punta Arenas. Era el año ’38 y dentro del lugar se encontraba una casa pequeña de piedra. Fue la vivienda angular de lo que se convertiría en el gran refugio del artista. Durante la siguiente década el arquitecto Germán Rodríguez Arias proyectó gran parte de las modificaciones bajo la atenta supervisión del poeta. Las instrucciones eran claras: una torre en el acceso, una chimenea y un gran ventanal hacia el mar. Los planos estuvieron listos en 1943 y dos años después las remodelaciones vieron la luz. En la actualidad el sitio es administrado por la Fundación Pablo Neruda y hay un Museo en el que se exhibe la gran cantidad de objetos que el premio Nobel recolectó durante su vida, entre las que destaca la colección de botellas y la de mascarones de proa.
En Cartagena murió el 2 de enero de 1948 Vicente García-Huidobro Fernández (Santiago, quien fue un poeta, creador y exponente del creacionismo. Es considerado uno de los 4 grandes de la poesía chilena (con Neruda, De Rokha y Mistral).
En Las Cruces se encuentra la tumba de Nicanor Parra , quien fue el creador de la antipoesía, la cual se define como una expresión literaria que rompe con los cánones tradicionales de la lírica. Una de sus obras más reconocidas es Poemas y antipoemas (1954), donde reemplazó una sintaxis cuidada y metafórica por un lenguaje cotidiano y directo. Parra es para muchos críticos y autores connotados, tales como Harold Bloom, Niall Binns o Roberto Bolaño, el mejor o uno de los mejores poetas de Occidente.